# Orgueil
Orgueil là một xã của tỉnh Tarn-et-Garonne, thuộc vùng Occitanie, tây nam nước Pháp.

## Đài tưởng niệm

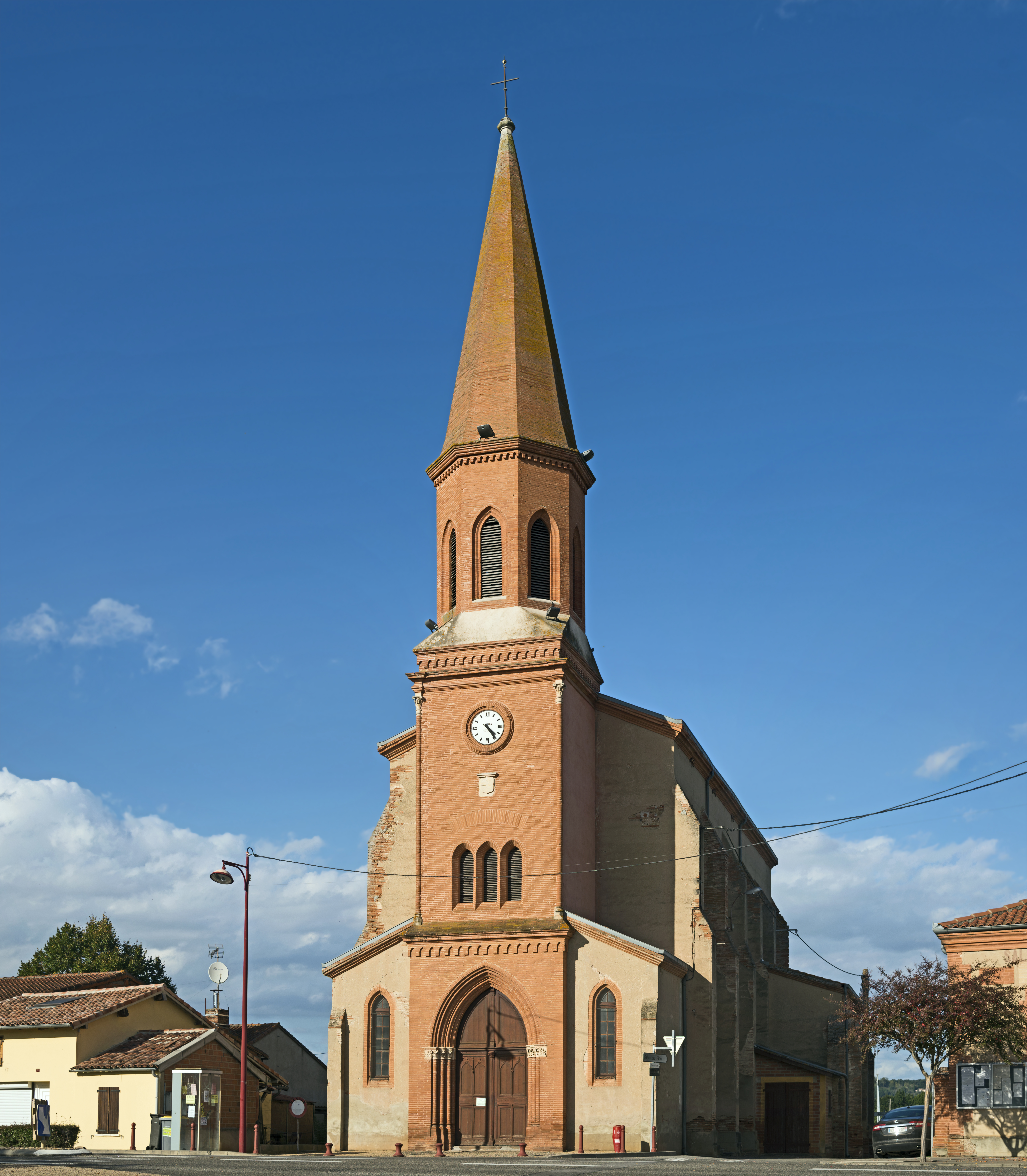
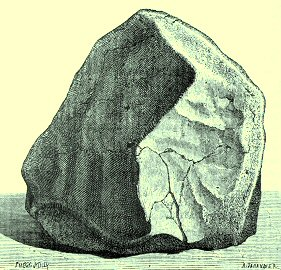